# Peltogyne maranhensis
Peltogyne maranhensis é uma espécie de árvore da família Fabaceae do gênero Peltogyne, popularmente conhecida como roxinho, violeta, pau-roxo, que se distribui por vários estados como Maranhão, Pará, Tocantins e até Mato Grosso. Seu maior diferencial, assim como a maioria das espécies de seu gênero, é o cerne de cor roxa, altamente duro e resistente, de gosto e cheiro imperceptíveis. Sua madeira é bastante utilizada em marcenaria, carrocerias, vigas, caibros, instrumentos musicais e artesanatos.

## Descrição
Possui uma madeira pesada, dura ao corte, com cerne e alburno distintos, cerne roxo e o alburno amarelado, textura fina a media, grã direita; brilho moderado, odor e gosto imperceptíveis. Camadas de crescimento visíveis a olho nu, demarcadas por parênquima marginal e zonas fibrosas tangenciais mais escuras. Parênquima axial visível sob lente de 10x, paratraqueal aliforme unilateral, eventualmente formando confluências. Raios visíveis sob lente de 10x, finos e pouco numerosos. Vasos visíveis sob lente de 10x, pequenos, pouco numerosos porosidade difusa em arranjo tangencial, solitários ou múltiplos de 3, obstruídos por substância esbranquiçada. Linhas vasculares irregulares, obstruídas por substância avermelhada. É a única espécie em que o nectário é persistente após a frutificação e que aparece na forma de um anel livre, em volta do pedúnculo do fruto.

## Distribuição
A espécie habita as matas de terra firme do Maranhão e do Pará, e é encontrada também nos limites extremos do nordeste de Mato Grosso. Colhida com flor e frutos jovens entre outubro e novembro. Segundo Ducke (1949) e Mattos (1954), a P. maranhensis ocorre não só no Estado do Maranhão mas também no Estado do Pará, Rondônia, Tocantins e extremo nordeste do Mato Grosso.